# Воскресенский, Владимир Константинович (геолог)
Влади́мир Константи́нович Воскресе́нский (1894, Рига — 1968, Москва) — учёный-геолог, декан геологического факультета Пермского государственного университета (1933—1935).

## Биография
Родился в 1894 году[уточнить] в городе Риге, Лифляндской губерния.
В 1913 году поступил на металлургическое отделение Петербургского политехнического института (ЦГИА СПб ф.478 оп.3 д.1332 Крайние даты документов: 1913–1916 Личное дело студента Воскреснского В.К.). В 1922 году окончил физико-математический факультет Саратовского университета по специальности «Химия». Являлся учеником обосновавшегося в Саратове приват-доцента Томского университета Павла Прокофьевича Пилипенко . После отъезда П. П. Пилипенко в МГУ В. К. Воскресенский берёт на себя часть лекционной нагрузки своего учителя, проявив себя хорошим педагогом. В Саратовском университете В. К. Воскресенский проводит также большую работу по организации минералогического музея.
В 1929 году утвержден ученым советом Пермского университета в должности доцента и избран заведующим кафедрой минералогии (заведовал ей 25 лет).
В начале 1930-х годов встал вопрос об открытии в Пермском университете геологического факультета. Для его решения в Пермь по поручению Наркомпроса РСФСР приезжал академик А. Д. Архангельский.
Ознакомившись с геологическими кафедрами, которые в числе немногих в университете были достаточно хорошо по тому времени оборудованы, их кадровым составом, условиями обучения студентов, известный геолог дал положительное заключение об открытии факультета. Оно оказалось решающим. Большую практическую работу по открытию факультета провел доцент В. К. Воскресенский/
В 1931 году В. К. Воскресенский назначен заведующим открывшегося геологического отделения университета.
В 1933 году стал первым деканом геологического факультета (1933—1935). Благодаря его инициативе и организаторским способностям на факультете были образованы новые кафедры (петрографии, динамической геологии).
В 1938 году ученым советом Ленинградского университета ему присвоена степень кандидата геолого-минералогических наук, без защиты диссертации.
Читал курсы по кристаллографии, минералогии, динамической геологии, петрографии.
Важное место в его учебно-методической деятельности заняла работа над составлением учебника по генетической минералогии.
В 1932 году под руководством ученого на кафедре минералогии организуется студенческий минералогический кружок, который функционировал на протяжении многих десятилетий.
Область его научных исследований — некоторые виды полезных ископаемых Западного Урала, особенно строительные глины. Активный организатор полевых экспедиций кафедры по изучению кирпичных глин и др. месторождений.
В годы Великой Отечественной войны руководил экспедициями по исследованию кирпичных глин в Оханском, Верещагинском районах и близ ст. Кукуштан. По итогам многолетних исследований составил сводку «Кирпичные глины Молотовской области». В годы войны прочитал для населения свыше 200 лекций. Опубликовал 18 научных работ.
Лекции отличались глубокой методической проработкой материала и использованием большого количества наглядных пособий и учебных моделей.
Скончался в 1968 году[уточнить] в Москве.

## Награды
- 1946 — Медаль «За доблестный труд в Великой Отечественной войне 1941—1945 гг.»
- 1953 — Орден Ленина.